# 光伏模組

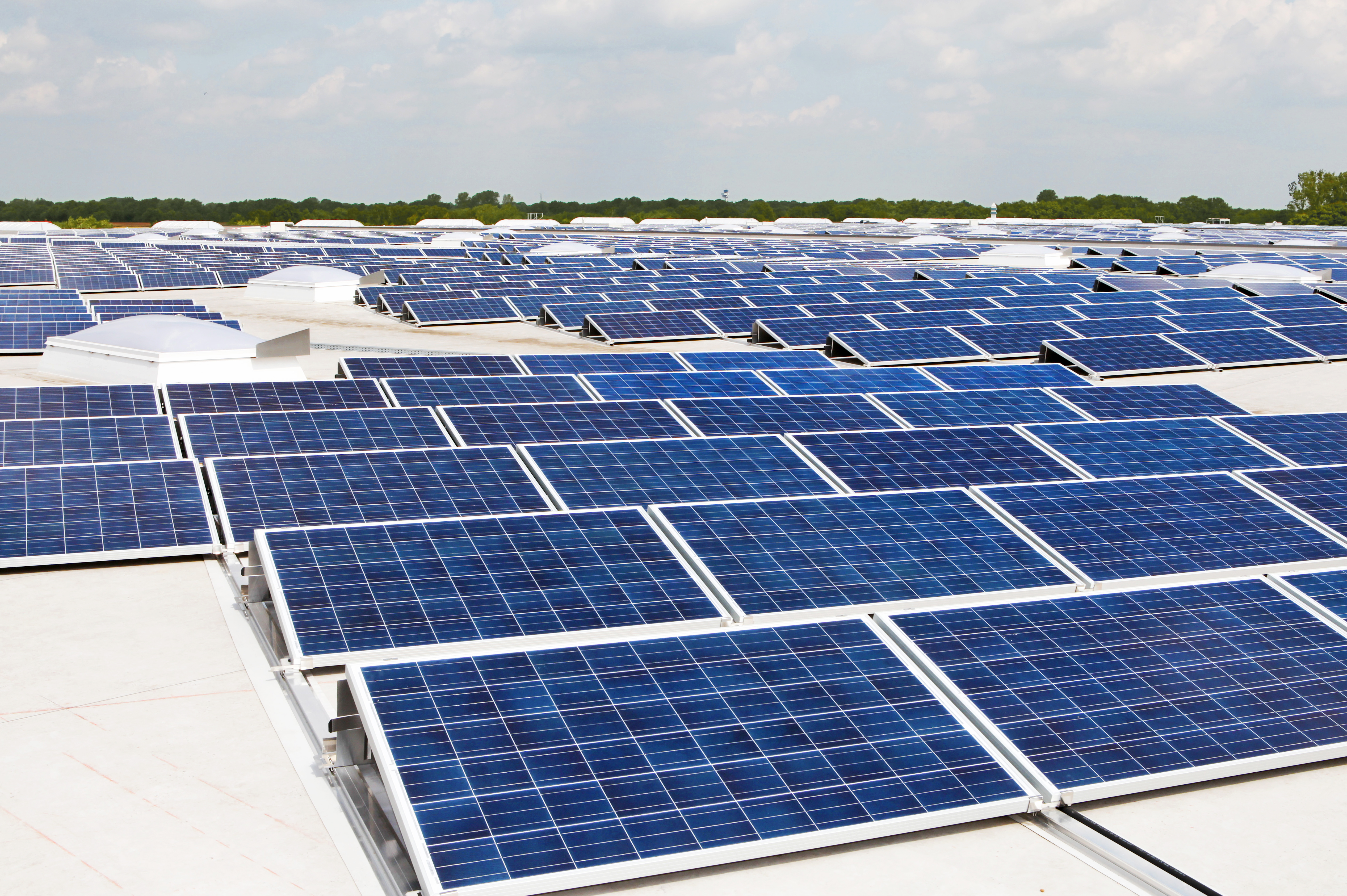
光伏板由多個光伏電池作結合。上圖是最常見的60節設計。

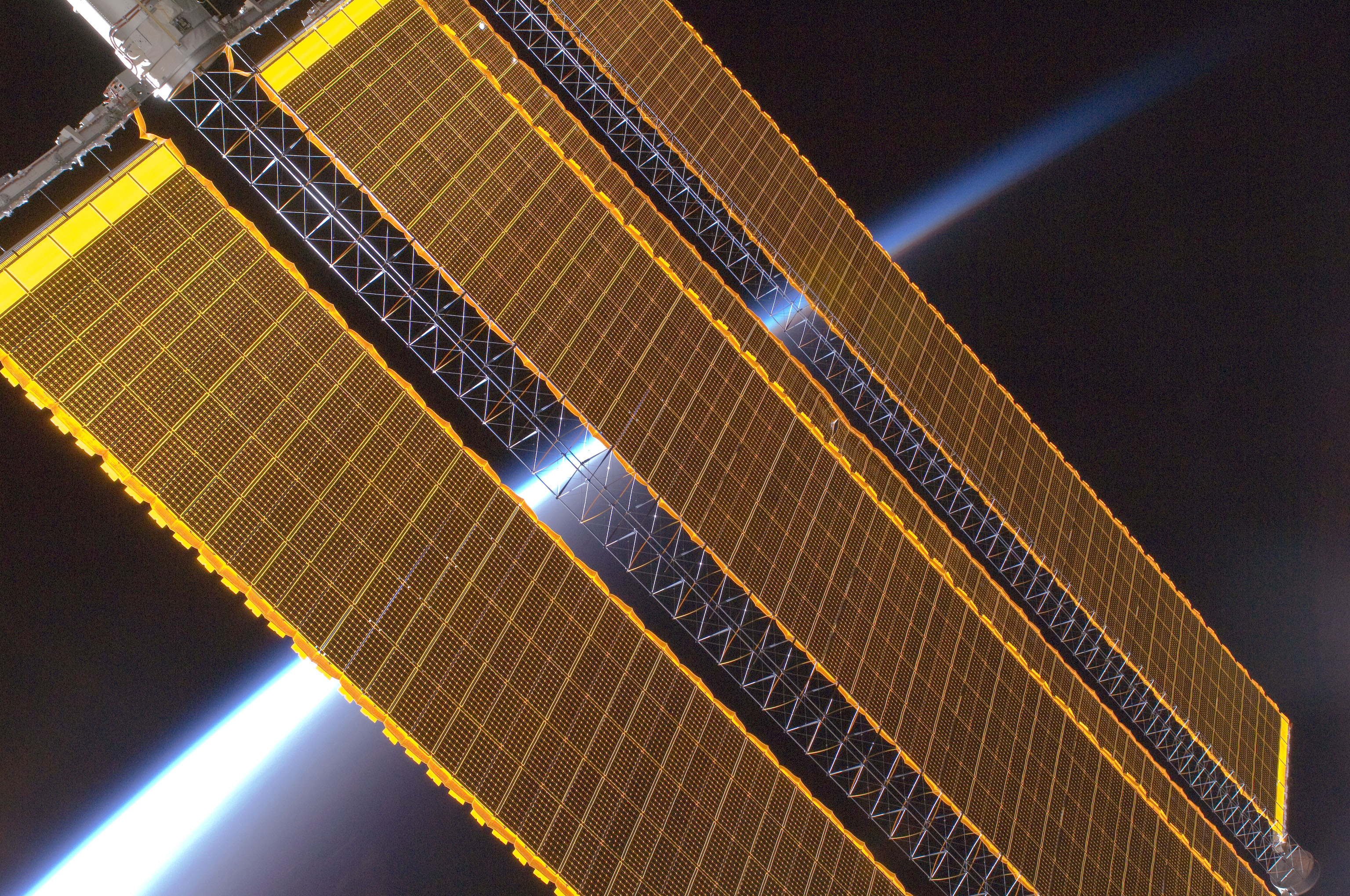
國際太空站上的光伏模組。

光伏模板（photovoltaic module）、光伏板（photovoltaic panel）或太阳能板（solar panel），是將許多光伏電池（PV cell）互連並包裝成一个整体的產物。由多个光伏模版互连组成的光伏阵列称作太阳能阵（solar array），如此互連的而達到的發電規模可提供商業大樓、住宅使用。
單個光伏板也只能產生一定的電力，最常見的大小是60節，發電量約350至400W。固將許多光伏模組互相連接就成為了光伏陣列。使用光伏發電（太陽光發電）通常使用了一個光伏陣列或數個光伏模組與一個逆變器、電池組與互連線路。

## 理论和制造
光生伏打效應，簡稱為太陽能光電效應，是指受光線或其他電磁輻射照射的半導體或半導體與金屬組合的部位間產生電壓與電流的現象。光生伏打效應與光電效應密切相關，屬內光電效應。在光電效應中，材料吸收了光子的能量產生了一些自由電子溢出表面。而在光生伏打效應中，由於材料內部的不均勻（例如當材料內部形成PN接面時）在自建電場的作用下，受到激發的電子和失去電子的電洞向相反方向移動，而形成了正負兩極。
光生伏打效應最早於1839年由法國物理學家亞歷山大·埃德蒙·貝克勒爾發現。

## 效率
光伏模組的發電量與太陽輻射量有直接關係，氣象條件則左右太陽輻射的強度。普遍來說，光伏系統對太陽輻射能量的利用效率僅25%左右，因為太陽電池效率、組件組合耗損、灰塵、線路耗損等，都對其利用效率打折扣。

## 晶硅模組
大部分光伏模組是由硅太阳能电池制造的。模組分为单晶硅、或多晶硅材料的模組。

## 薄膜模組
薄膜太阳能电池是先进的第三代太阳能电池。它们以较低的成本生产高效率的转换。

## 潛在危機
現在世界上有數十億的太陽能板，有專家認為若是不建造一個太陽能板的回收系統，在2050年，全世界將產生超過兩億噸的廢棄太陽能板，這會造成許多未被處理的垃圾。

## 参看
- 建築整合太陽能（BIPV）
- 分散式逆變器架構（英语：Distributed inverter architecture）
- 家庭能耗（英语：Domestic energy consumption）：提供個別家庭能源的需求量，是在安裝家用光伏模組時需要考慮的
- 光伏公司列表（英语：List of photovoltaics companies）
- 摩尔定律
- 太阳能光伏
- 光伏系統
- Rooftop photovoltaic power station
- Sky footage（英语：Sky footage）
- 光伏模組品質保證（英语：Solar Module Quality Assurance）
- Solar roadway（英语：Solar roadway）